# Славянски езици
Славянските езици са езици от индоевропейското езиково семейство, които са обединени от съвременната лингвистика в една група. Народите, които ги говорят, са наречени на името им – славянски народи. Те обитават голяма част от Източна Европа и Балканския полуостров, както и части от Централна Европа и Северна Азия.

## Разпределение на славянските езици
- Индоевропейски езици
  - Праславянски език
    - Западнославянски езици
      - Лехитска група
        - Полабски език †
        - Поморянски (Померански) езици
          - Кашубски език
          - Словински език †

        - Полски език
          - 'Силезийски език'

      - Лужишка група
        - Долнолужишки език
        - Горнолужишки език

      - Чехо-словашка група
        - Чешки език
        - Словашки език

    - Южнославянски езици
      - Източна група (според българската класификация: „българска група“)
        - Старобългарски език †; Църковнославянски език †
        - Български език (Новобългарски език):
          - Съвременен български език (официален език в Република България) 
 (развитие на новобългарския език след 1945 г.)
          - Македонски език (официален език в Република Северна Македония) 
 (македонска езикова норма от 1945 г.)
          - Банатски български език (Банатска книжовна норма на българския език с употреба на латиница) 
 (писмена норма в Румъния)

      - Западна група (според българската класификация: „сърбохърватска група“)
        - Словенски език
        - Сърбохърватски език
          - Сръбски език
          - Черногорски език
          - Хърватски език
          - Босненски език

    - Източнославянски езици
      - Кривички език †
      - Староруски език †
        - Древноновгородски език † (всъщност – диалект на Староруския език)
        - Руски език

      - Старобеларуски/староукраински (наричан Рутенски)
        - Беларуски език
        - Украински език
        - Русински език

Означения:
в курсив – група от близки езици (и/или диалекти), които могат да се разглеждат в единство, като език
† – отмрели езици или езици, запазени само в литургична или миноритарна форма.